# توقيت كمبوديا

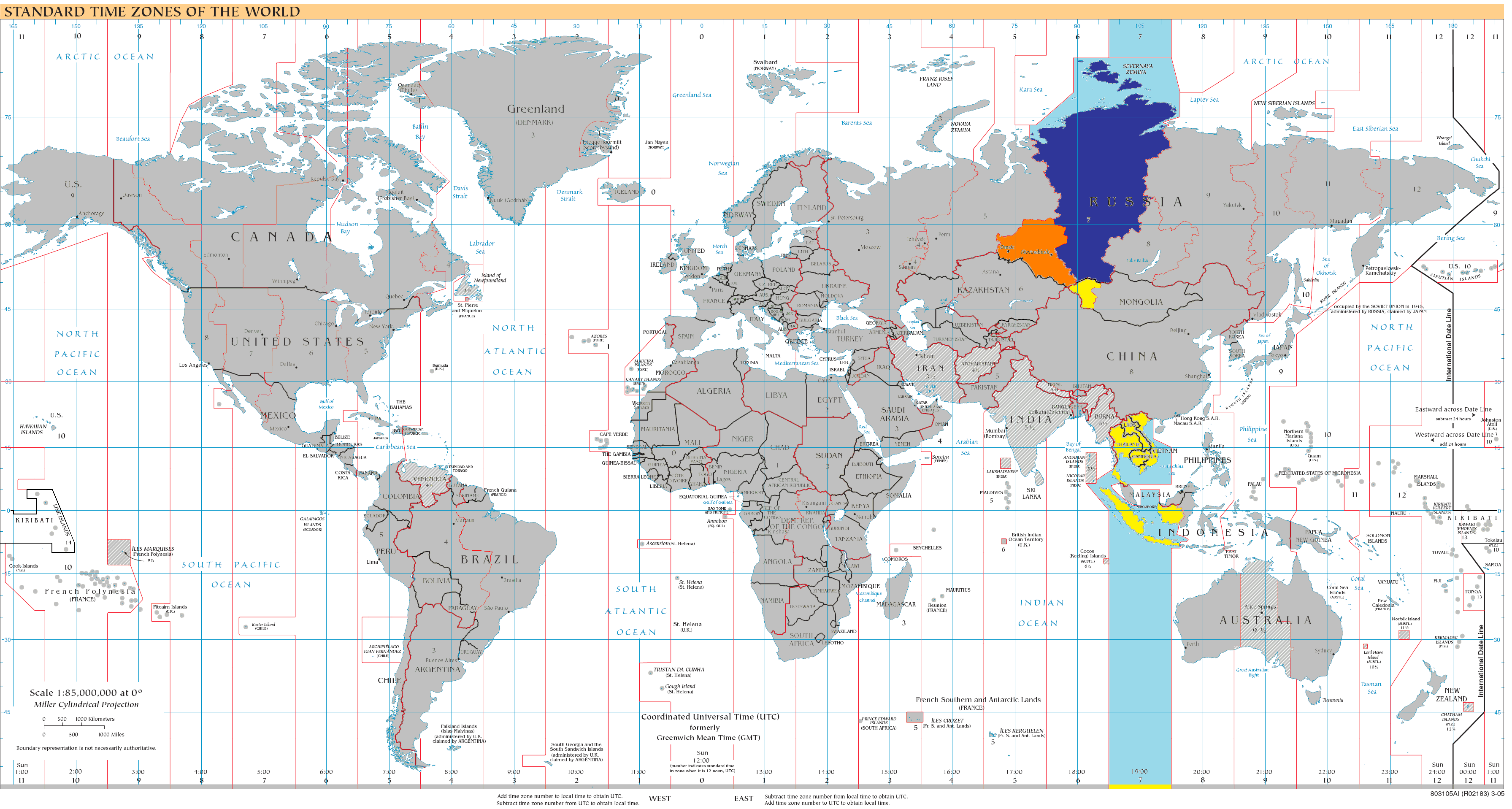
خريطة العالم للمناطق الزمنية اعتبارًا من عام 2008، على إسقاط ميلر الأسطواني مع منطقة UTC+7 المميزة.

توقيت كمبوديا هو ت ع م+07:00. لا تتبع كمبوديا التوقيت الصيفي.